# フアン・アンヘル・アルビン
フアン・アンヘル・アルビン・レイテス（Juan Ángel Albín Leites, 1986年7月17日 - ）は、ウルグアイ・サルト出身のサッカー選手。ポジションはオフェンシブハーフ。キプロス・ファーストディビジョン・オモニア・ニコシア所属。

## 経歴
2000年にモンテビデオのサッカークラブ、ナシオナル・モンテビデオのユースに入団。2004年にトップチームに昇格し、3度のリーグ優勝を経験している。そのパフォーマンスが評価され、2006年夏の移籍期間にスペインのヘタフェCFに移籍した。
2009年3月、ウルグアイ代表に招集された。

## タイトル

### クラブ
- ナシオナル・モンテビデオ
  - プリメーラ・ディビシオン - 優勝 (2004前期、2005前期、2006後期)

- ベラクルス
  - コパ・メヒコ - 優勝 (2016後期)